# Hans Kaiser (Politiker, 1947)
Hans Kaiser (* 31. Juli 1947 in Pohl, Rhein-Lahn-Kreis) ist ein ehemaliger deutscher Politiker (CDU).

## Karriere
Der Rundfunkjournalist wurde 1979 Sprecher der CDU-Fraktion im Landtag von Rheinland-Pfalz und 1985 stellvertretender Sprecher der Landesregierung von Rheinland-Pfalz. Unter Bernhard Vogel wurde er 1992 Regierungssprecher des Freistaates Thüringen.
Nachdem Kaiser seit 1999 Staatssekretär in der Thüringer Staatskanzlei und Bevollmächtigter des Freistaats Thüringen beim Bund war, wurde er am 6. Juni 2003 vom neu gewählten Thüringer Ministerpräsidenten Dieter Althaus zum Minister für Bundes- und Europaangelegenheiten in der Staatskanzlei ernannt. Bei der Regierungsneubildung in Folge der Landtagswahl 2004 schied er bereits am 8. Juli 2004 wieder aus dem Amt; der Staatssekretär und Chef der Staatskanzlei Gerold Wucherpfennig wurde zum Minister befördert und nahm die bisher bei Kaiser angesiedelten Bundes- und Europaangelegenheiten zusätzlich wahr. In seiner Eigenschaft als Mitglied der Thüringer Landesregierung war Hans Kaiser vom 10. Juni 2003 bis zum 8. Juli 2004 Mitglied des Bundesrates.
Vom Sommer 2006 bis zu seiner Pensionierung im Sommer 2012 war Hans Kaiser Repräsentant der Konrad-Adenauer-Stiftung im Auslandsbüro Ungarn.
Hans Kaiser ist verheiratet und hat zwei Kinder.